# Anna Sophie de Saxa-Gotha-Altenburg
Ducesa Anna Sophie de Saxa-Gotha-Altenburg (22 decembrie 1670 – 28 decembrie 1728) a fost prințesă de Saxa-Gotha-Altenburg și ducesă în Saxonia.

## Biografie
A fost fiica cea mare a lui Frederic I, Duce de Saxa-Gotha-Altenburg (1646–1691) și a primei lui soții, Magdalena Sybille de Saxa-Weissenfels (1648–1680). Tatăl ei a fost descendent de a patra generație din Johann Frederick, Elector de Saxonia pe linie masculină directă.
S-a căsătorit cu Louis Frederic I, Prinț de Schwarzburg-Rudolstadt (15 octombrie 1667 - 24 iunie 1718) și au avut 13 copii. Prin fiica ei omonimă, Anna Sophie a fost strămoașa atât a reginei Victoria și a Prințului Albert cât și a Charlottei a Belgiei și a lui Leopold al II-lea al Belgiei.